# Championnat de Hong Kong de football 1949-1950
Navigation
Saison précédente Saison suivante
La saison 1949-1950 du Championnat de Hong Kong de football est la cinquième édition de la première division à Hong Kong, la Premier Division. Elle regroupe, sous forme d'une poule unique, les treize meilleures équipes du pays qui se rencontrent deux fois, à domicile et à l'extérieur. Il n'y a ni promotion, ni relégation en fin de saison.
C'est le club de Kitchee SC qui remporte le championnat cette saison après avoir terminé en tête du classement final, avec cinq points d'avance sur Kowloon Motor Bus FC et neuf sur Saint Joseph's FC. C'est le deuxième titre de champion de Hong Kong de l'histoire du club après celui remporté en 1948.
Le club de South China B déclare forfait avant le début de la compétition et est remplacée par l'équipe de 44 Commandos.

## Clubs participants
- Kitchee SC
- Kowloon Motor Bus FC
- Chinese AA
- South China AA
- Eastern AA
- Saint Joseph's FC
- Hong Kong FC
- 44 Commandos
- Kwong Wah AA
- Army XI
- Royal Air Force FC
- Hong Kong Police FC
- Royal Navy FC

## Compétition
Le barème de points servant à établir les classements se décompose ainsi :
- Victoire : 2 points
- Match nul : 1 point
- Défaite : 0 point

### Classement
| Rang | Équipe               | Pts | J  | G  | N | P  | Bp | Bc | Diff |
| ---- | -------------------- | --- | -- | -- | - | -- | -- | -- | ---- |
| 1    | Kitchee SC           | 43  | 24 | 20 | 3 | 1  | 89 | 16 | +73  |
| 2    | Kowloon Motor Bus FC | 38  | 24 | 18 | 2 | 4  | 77 | 31 | +46  |
| 3    | Saint Joseph's FC    | 34  | 24 | 16 | 2 | 6  | 59 | 43 | +16  |
| 4    | Army XI              | 32  | 23 | 14 | 4 | 5  | 66 | 32 | +34  |
| 5    | 44 Commandos         | 28  | 24 | 13 | 2 | 9  | 67 | 50 | +17  |
| 6    | South China AAT      | 25  | 24 | 11 | 3 | 10 | 56 | 63 | -7   |
| 7    | Royal Navy FC        | 21  | 24 | 9  | 3 | 12 | 35 | 49 | -14  |
| 8    | Hong Kong Police FC  | 20  | 24 | 7  | 6 | 11 | 33 | 41 | -8   |
| 9    | Hong Kong FC         | 17  | 24 | 6  | 5 | 13 | 33 | 59 | -26  |
| 10   | Eastern AA           | 17  | 24 | 7  | 3 | 14 | 38 | 69 | -31  |
| 11   | Chinese AA           | 16  | 24 | 5  | 6 | 13 | 31 | 47 | -16  |
| 12   | Royal Air Force FC   | 11  | 23 | 4  | 3 | 16 | 39 | 75 | -36  |
| 13   | Kwong Wah AA         | 8   | 24 | 4  | 0 | 20 | 20 | 68 | -48  |

|  | Champion de Hong Kong 1950                         |
|  | T : Tenant du titre P : Promu de deuxième division |

- Le match entre Arny FC et Royal Air Force FC n'a jamais été disputé.

## Bilan de la saison
| Championnat de Hong Kong de football 1949-1950 |                       |
| Champion                                       | Kitchee SC (2e titre) |
| Coupes et trophées                             |                       |
| Vainqueur de la Coupe de Hong Kong 1949-1950   | Non disputée          |